# إضراب 11 ديسمبر
دُعي إلى إضراب 11 ديسمبر في كافة أنحاء العالم عام 2023 اعتراضاً على إستمرار العدوان على قطاع غزة، وتضامنا مع الأزمة الإنسانية في القطاع، واعتراضاً على سياسة الولايات المتحدة الأمريكية، حيثُ استخدمت الولايات المتحدة، بتاريخ 6 ديسمبر 2023، حق النقض الفيتو خلال تصويت في مجلس الأمن الدولي ضد مشروع قرار يطالب بوقف “إطلاق نار إنساني فوري” في قطاع غزة. وتضمن الإضراب الامتناع عن التوجه إلى مراكز العمل، والمدارس، والجامعات، أو فتح المحلات التجارية في المراكز التجارية، وعدم استخدام المركبات، وعدم التسوق أو استخدام البطاقات المصرفية في دفع مشترياتهم.
طالب الإضراب التي دعت إليه قوى وفصائل ونقابات مختلفة، بالتحرك الفوري للضغط على الدول والحكومات من أجل إنهاء الحرب ووقف إطلاق النار في غزة، والمتواصل منذ 7 أكتوبر 2023 .

## التفاعل مع الإضراب

### الضفة الغربية
شهدت الضفة الغربية إضرابًا شاملاً شمل جميع جوانب الحياة، حيث أعلنت النقابات والاتحادات والبنوك والفصائل الفلسطينية والشركات، في بيانات منفصلة يوم الأحد 11 ديسمبر، انضمامها إلى الإضراب العام. وتم تعطيل حركة المواصلات في جميع محافظات الضفة الغربية، وأُغلقت المؤسسات والبنوك، والمدارس والجامعات، والوزارات، والمحال التجارية. وكانت القوى والفصائل الفلسطينية قد دعت في بيان سابق إلى التظاهر في الشوارع وساحات المدن والقرى والمخيمات، للتعبير عن وحدة الدم والمصير، وتأكيد النضال ضد محاولات الاقتلاع والتهجير. كما هدفت هذه الدعوة إلى إيصال رسالة قوية للعالم بأن الشعب الفلسطيني سيقف بقوة ضد محاولات التهجير، وأن النضال الحق يستمر حتى تحقيق الحرية والاستقلال.

### لبنان
أعلن مجلس الوزراء اللبناني، إقفال كافة الإدارات والمؤسسات في البلاد خلال يوم الإثنين 11 ديسمبر 2023 ضمن حراك عالمي يدعو لإضراب حول العالم تضامنا مع غزة والشعب الفلسطيني.

### الأردن
شهدت دعوة الإضراب تفاعلاً واسعاً في العديد من القطاعات الخاصة في المملكة الأردنية، حيث كان هناك استجابة واضحة للإضراب في العاصمة عمان وبعض المحافظات الأخرى ومخيمات اللاجئين الفلسطينيين. أُغلقت أعداد كبيرة من المحال التجارية، وتم تعليق لافتات تشير إلى مشاركتها في الإضراب دعمًا لقطاع غزة. وأعلنت أيضاً العديد من الشركات الخاصة عن عدم دوام موظفيها.

### موريتانيا
أعلنت وزارة التعليم العالي والبحث العلمي في موريتانيا تأجيل جميع الدروس والاختبارات وذلك تضامناً مع قطاع غزة. ودعا الاتحاد العام للطلاب الموريتانيين والتجمع الطلابي الموريتاني لنصرة القدس والأقصى في طلاب جامعة نواكشوط، للمشاركة في الإضراب الشامل للتنديد بالإبادة الجماعية التي يرتكبها جيش الاحتلال الإسرائيلي ضد سكان قطاع غزة.

### تركيا
أقفلت العديد من المحلات التجارية والأسواق والمطاعم في بعض ولايات تركيا. بالإضافة إلى ذلك، أعلنت عدة مدارس خاصة ومعاهد تعليمية تعليق أنشطتها، وذلك احتجاجاً على المجازر التي ترتكبها إسرائيل في قطاع غزة.